# Back East
Back East è un album del sassofonista jazz Joshua Redman registrato e pubblicato nel 2007.
Tutti i brani sono stati arrangiati da Joshua Redman tranne GJ che è stato arrangiato da Dewey Redman.

## Tracce
1. The Surrey with the Fringe on Top – 05:12 (Richard Rogers, Oscar Hammerstein)
2. East of the Sun (and West of the Moon) – 05:35 (Brooks Bowman)
3. Zarafah - 07:58 (Joshua Redman)
4. Indian Song – 06:10 (Wayne Shorter)
5. I'm an Old Cowhand – 06:06 (Johnny H.Mercer)
6. Wagon Wheels – 05:58 (William J. Hill, Peter de Rose)
7. Back East – 06:40 (Joshua Redman)
8. Mantra #5 – 06:10 (Joshua Redman)
9. Indonesia - 04:41 (Joshua Redman)
10. India – 04:55 (John Coltrane)
11. GJ – 03:40 (Dewey Redman)

## Formazione
- Joshua Redman – sassofono tenore (1,2,4,5,7,9,10), sassofono soprano (3,6,8)
- Larry Grenadier – contrabbasso (1,2,8-11)
- Ali Jackson – percussioni (1,2,8-11)
- Eric Harland – percussioni (5-7)
- Christian McBride– Contrabbasso (3,4)
- Brian Blade – percussioni (3,4)
- Chris Cheek – sassofono (8)
- Joe Lovano – sassofono tenore (4)
- Dewey Redman – sassofono tenore (10), sassofono alto (11)